# Relaciones Ecuador-Kosovo
Las relaciones Ecuador-Kosovo son las relaciones diplomáticas que existen entre la República de Ecuador y la República de Kosovo. Las relaciones diplomáticas formales entre ambos países son inexistentes ya que Ecuador no reconoce a Kosovo como un estado soberano.

## Historia
En respuesta a una solicitud de la Universidad de Oxford respecto del análisis de los acontecimientos relacionados con la independencia de Kosovo, en agosto de 2008 la cancillería ecuatoriana afirmó que debía haber "un irrestricto cumplimiento de las normas y principios de la Carta de las Naciones Unidas y del Derecho Internacional".
En una reunión celebrada en enero de 2009 con el ministro de Asuntos Exteriores de Kosovo, Skënder Hyseni, la embajadora de Ecuador en Austria, María Elena Moreira, habría dicho que el gobierno de su país había seguido atentamente los acontecimientos en Kosovo y, teniendo en cuenta el reconocimiento de Kosovo por parte de Europa y América Latina, países americanos, y que Ecuador consideraría seriamente la solicitud de reconocimiento de Kosovo como país independiente y soberano.
En una reunión celebrada el 25 de marzo de 2009 con Hyseni, el embajador de Ecuador ante las Naciones Unidas, Diego Morejón-Pazmino, habría dicho que Ecuador había estado siguiendo atentamente los acontecimientos en Kosovo y destacó la importancia de construir instituciones democráticas y una sociedad con derechos garantizados. a todas las comunidades. Morejón-Pazmino también dijo que Ecuador examinaría cuidadosamente los acontecimientos antes de tomar una decisión sobre si reconoce o no a Kosovo.